# Taboevoedsel
Taboevoedsel is voedsel dat om religieuze of culturele redenen niet wordt geconsumeerd. Op de consumptie van dit voedsel rust een taboe.
Verscheidene religies verbieden het consumeren van bepaalde soorten voedsel. Zo hanteert bijvoorbeeld het jodendom een aantal strikte regels, de Kashrut, met betrekking tot wat wel en wat niet gegeten mag worden. Bepaalde christelijke sekten hanteren dezelfde of soortgelijke voorschriften. In de islam bepalen de wetten van halal en haram wat als gevolg van het geloof verboden is op voedingsgebied. Boeddhisten, hindoes en jaïnisten nemen vaak vegetarische richtlijnen in acht en vermijden vleesconsumptie. Het hindoeïsme heeft geen specifieke voorschriften die het eten van vlees verbieden, sommige hindoes eten wel vlees. Veel hindoes passen echter het "ahimsa" (geweldloosheid) concept toe op hun voedingspatroon en verdedigen vegetarisme. Als gevolg van verschillen in filosofische opvattingen en verschillen in voedingsbehoeften bij moderne hindoes, wordt alle vlees, behalve geiten-, schapen-, kippenvlees en vis als taboe beschouwd. 
De Australische Aboriginals hadden totems, symbolische beschermgeesten, vaak in de vorm van een dier. Hoewel religieuze gebruiken van groep tot groep verschilden, rustte er een taboe op het eten van totemdieren. Een totemdier werd dan, of door de hele groep niet gegeten, of door het individu met de persoonlijke totem.
Naast religieuze taboes, is er een aantal culturele taboes, die de consumptie van bepaalde dieren tegenspreken. Zo is er bijvoorbeeld in Europa of in de Verenigde Staten geen wet die het eten van hondenvlees verbiedt, maar het wordt alom als onacceptabel beschouwd. Paardenvlees wordt in de Verenigde Staten of in het Verenigd Koninkrijk zelden gegeten, dit in tegenstelling tot sommige gebieden op het Europese vasteland. In Japan wordt paardenvlees als een delicatesse (basashi) beschouwd. Binnen bepaalde samenlevingen, worden sommige vleessoorten als taboe aangemerkt, simpelweg omdat ze buiten de alom geaccepteerde definitie van voedsel vallen, niet noodzakelijkerwijs omdat de smaak, geur, structuur of het voorkomen ervan afstotelijk is.
Sommige regelgevers leggen culturele taboes vast in de vorm van wetten. Er is aangevoerd dat dit mogelijk discriminerend ten opzichte van bepaalde groepen in de samenleving is en inbreuk maakt op de mensenrechten. Zo heeft Hongkong bijvoorbeeld, nadat het weer aan de Chinese regels onderhevig was, nooit de uit koloniale tijden stammende ban op de leverantie van honden- en kattenvlees opgeheven. Een vrij recente toevoeging aan het culturele taboe dat op sommig voedsel rust, wordt gevormd door vlees en/of eieren van beschermde diersoorten of dieren die anderszins bij wet of door internationale verdragen worden beschermd. Voorbeelden hiervan zijn walvissen, zeeschildpadden en trekvogels.
De herkomst van taboes op voedsel is onderwerp van discussie. Sommigen beweren dat ze het resultaat zijn van gezondheidsoverwegingen of andere praktische bezwaren. Anderen zeggen dat ze het gevolg zijn van symbolieke systemen van de mens.